# Helotenaufstand
Als Helotenaufstand (auch: Erdbebenaufstand) wird die Erhebung der unfreien Heloten gegen ihre spartanischen Herren im antiken Griechenland im Zuge eines Erdbebens bezeichnet.

## Überlieferung
Laut den antiken Quellen, insbesondere Thukydides, lebten die Spartaner in ständiger Furcht vor einem Aufstand der Heloten. Ihm zufolge „war in Sparta so ziemlich alles darauf ausgerichtet, die Heloten unter Kontrolle zu halten.“ Der Athener ist eine der beiden Hauptquellen für die Revolte. Laut ihm rebellierten Heloten und Periöken gegen die spartanische Herrschaft. Aufgrund der messenischen Abstammung einiger Heloten seien die Rebellen dann auch Messenier genannt worden. Die zweite essentielle Quelle für das Geschehen ist Pausanias. Auch er berichtet, die rebellierenden Heloten seien „von alters her Messenier“. Wenn beide von den sogenannten Messeniern sprechen, dürften sie insbesondere an die während der archaischen Zeit in den beiden Messenischen Kriegen unterworfenen Messenier gedacht haben, die nie die Erinnerung an ihre einstige Unabhängigkeit verloren haben sollen. Über Aufstände der Heloten im lakonischen Kernland Spartas ist dagegen kaum etwas bekannt.